# 6220 Степанмакаров
6220 Степанмакаров (6220 Stepanmakarov) — астероїд головного поясу, відкритий 26 вересня 1978 року.
Тіссеранів параметр щодо Юпітера — 3,217.